# Ulla-Karin Rönnlund
Ulla-Karin Rönnlund, geborene Ulla-Karin Thelin, (* 19. Februar 1977 in Härnösand) ist eine schwedische ehemalige Fußballspielerin. Die Torhüterin, die mit Umeå IK viermal Meister wurde und das Endspiel um den UEFA Women’s Cup 2007/08 erreichte, nahm jeweils als Ersatztorhüterin mit der schwedischen Nationalmannschaft an einer Weltmeisterschaftsendrunde, zwei Europameisterschaftsturnieren und den Olympischen Spielen 2000 teil. 

## Werdegang
Unter ihrem Geburtsnamen Ulla-Karin Thelin begann sie bei Älandsbro FF mit dem Fußballspielen. Ab 1996 spielte sie für Bollsta IK, ehe sie Anfang 1998 zum Umeå IK in die Damallsvenskan wechselte. Am Ende der Spielzeit 1998 erhielt sie die Auszeichnung als Neuling des Jahres. Nachdem sie bereits in schwedischen Nachwuchsnationalmannschaften aufgelaufen war, debütierte sie im Oktober des Jahres zudem bei der 0:2-Niederlage gegen Norwegen im Jersey der A-Nationalmannschaft. Als Ersatztorhüterin hinter Ulrika Karlsson gehörte sie zum Aufgebot von Marika Domanski Lyfors für die Weltmeisterschaft 1999, kam aber im Turnierverlauf nicht zum Einsatz. Auch im folgenden Jahr blieb ihr bei den Olympischen Spielen in Sydney nur die Rolle der Ersatzfrau.
In der Spielzeit 2000 feierte Thelin den bis dato größten Erfolg ihrer Karriere, als sie an der Seite von Tina Nordlund, Hanna Ljungberg und Malin Moström mit einem Punkt Vorsprung auf die Frauenmannschaft des Malmö FF erstmals in der Vereinsgeschichte den schwedischen Meistertitel holte. Während sie mit ihrem Klub auch in der folgenden Spielzeit erfolgreich war, saß sie bei der Europameisterschaft 2001 als Ersatztorhüterin hinter Caroline Jönsson erneut nur auf der Ersatzbank und wurde ohne Spielminute Vize-Europameisterin. Am Ende des Jahres beendete sie ihre Karriere, um sich ihrer Familie widmen zu können.
Ende 2006 holte Umeå IK die mittlerweile zweifache Mutter, die nach ihrer Heirat Ulla-Karin Rönnlund heißt, auf den Fußballplatz zurück. Zunächst war sie hinter Carola Söberg Ersatztorhüterin, als die Mannschaft am Ende der Spielzeit 2007 den dritten Meistertitel in Serie gewann. Im Laufe der folgenden Spielzeit avancierte sie zur Stammkraft und erreichte an der Seite von Madelaine Edlund, Anna Paulson, Karolina Westberg und Lisa Dahlkvist das Endspiel um den UEFA Women’s Cup. Nach einem 1:1-Unentschieden gegen den 1. FFC Frankfurt im Hinspiel verpasste sie aufgrund einer 2:3-Auswärtsniederlage im Rückspiel den Titelgewinn. Dennoch wurde sie am Saisonende einerseits zum vierten Mal Meister und andererseits als Torhüterin des Jahres ausgezeichnet. Im Juli 2009 kehrte sie unter Nationaltrainer Thomas Dennerby schließlich in die Nationalmannschaft zurück. Als dritte Ersatztorhüterin hinter Hedvig Lindahl und Kristin Hammarström stand sie in der Folge bei der Europameisterschaft 2009 im Kader, blieb aber erneut bei einem Turnier ohne Spielzeit. Nachdem die Spielzeit 2009 als Vizemeister beendet worden war, erklärte sie im November des Jahres nach 86 Erstligaspielen und einem Erstligator erneut ihren Rücktritt.